# Ruellia solitaria
Ruellia solitaria là một loài thực vật có hoa trong họ Ô rô. Loài này được Vell. miêu tả khoa học đầu tiên năm 1829.